# Cicero (Indiana)

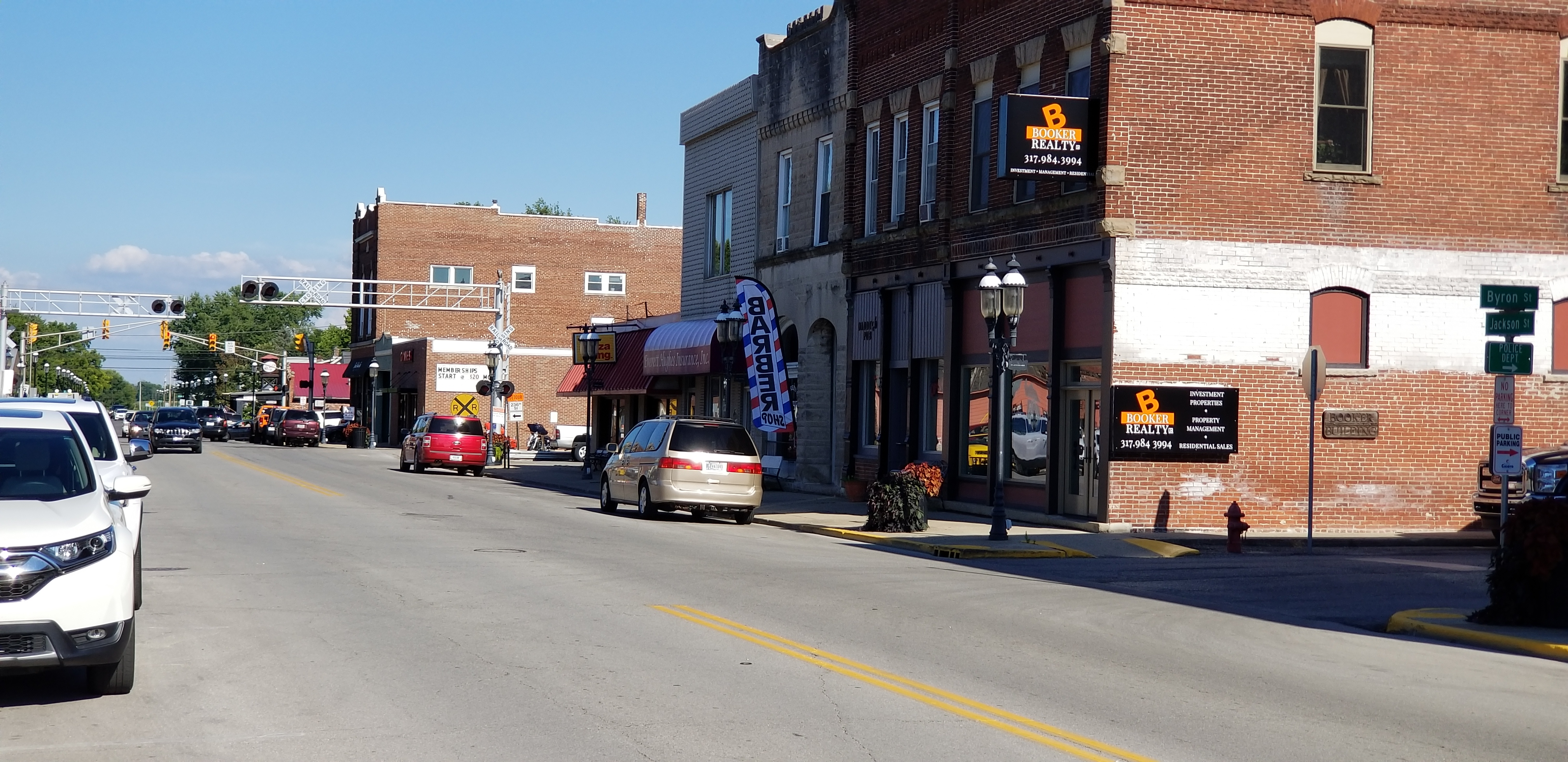
Cicero s'est développé autour de l'extrémité nord du réservoir Morse

Pour les articles homonymes, voir Cicero.
La ville de Cicero est située dans le comté de Hamilton, dans l’État de l’Indiana, aux États-Unis. Sa population s’élevait à 4 812 habitants lors du recensement de 2010, estimée à 4 826 habitants en 2016.

## Géographie
Sa superficie est de 5,0 km2 (soit 1,9 mi2), dont 3,9 km2 (soit 1,5 mi2) en surfaces terrestres et 1,1 km2 (soit 0,4 mi2) en surfaces aquatiques.

## Démographie
| Groupe            | Cicero | Indiana | États-Unis |
| ----------------- | ------ | ------- | ---------- |
| Blancs            | 96,8   | 84,3    | 72,4       |
| Métis             | 1,1    | 2,0     | 2,9        |
| Afro-Américains   | 0,6    | 9,1     | 12,6       |
| Amérindiens       | 0,6    | 0,3     | 0,9        |
| Asiatiques        | 0,5    | 1,6     | 4,8        |
| Autres            | 0,4    | 2,7     | 6,4        |
| Total             | 100    | 100     | 100        |
|                   |        |         |            |
| Latino-Américains | 1,5    | 6,0     | 16,7       |

Selon l'American Community Survey, pour la période 2011-2015, 93,20 % de la population âgée de plus de 5 ans déclare parler anglais à la maison, alors que 5,93 % déclare parler l'espagnol et 0,87 % l'allemand.

## Source
- (en) Cet article est partiellement ou en totalité issu de l’article de Wikipédia en anglais intitulé « Cicero, Indiana » (voir la liste des auteurs).

1. ↑  (en) « Cicero, IN Population - Census 2010 and 2000 », sur censusviewer.com.
2. ↑  (en) « Population of Indiana - Census 2010 and 2000 », sur censusviewer.com.
3. ↑  (en) « Language spoken at home by ability to speak English for the population 5 years and over », sur factfinder.census.gov.